# Den evige Eva
Den evige Eva är en norsk svartvit dramafilm från 1953 i regi av Rolf Randall. I huvudrollen som Rebekka Berge ses Astri Jacobsen.

## Handling
Rebekka Berge har gift sig rikt men olyckligt med mäklare Berge. Till slut står hon inte ut längre utan lämnar make och barn. På en fest möter hon författaren Sigurd Winge och blir förälskad. Till en början är de lyckliga tillsammans, men efterhand ödeläggs lyckan av Winges misstänksamhet och svartsjuka. Rebekka tror inte längre att lycka är möjlig att finna i denna världen. Hon klipper loss en hårlock av vilken hon flätar ett kors. Denna sista hälsning skickar hon tillsammans med ett brev till Winge.

## Rollista
- Astri Jacobsen – Rebekka Berge
- Fridtjof Mjøen – Sigurd Winge, författare
- Gunnar Simenstad – Einar Berge, mäklare
- Svend von Düring – en biljardspelare
- Mona Hofland – Berges första väninna
- Britta Lech-Hanssen – tjänsteflickan
- Carl Børseth Rasmussen – Bredo Barre, bildhuggare
- Harald Schwenzen – Rebekkas far/värden på festen
- Edel Stenberg – Berges andra väninna
- Jan Voigt – Rebekkas danspartner

## Om filmen
Den evige Eva är Rolf Randalls tredje och sista filmregi efter Jag var fånge på Grini (1946) och Vi vil leve (1947). Filmen producerades av Brann-film med Haakon Haug som produktionschef och Jack Hald som produktionsassistent. Den bygger på Sigbjørn Obstfelders roman Korset samt novellen Sletten. Filmmanuset skrevs av Randall. Filmen fotades av Reidar Lund med exteriörfoto av Gunnar Syvertsen och Gunnar Melle. Klippare var Olav Engebretsen. Musiken komponerades av Pauline Margrete Hall och dirigerades av Jolly Kramer-Johansen. Filmen hade premiär den 6 april 1953 i Norge.